# تحلیل گفتمان
گفتمان‌شناسی یا تحلیل گفتمان یا تحلیل کلام، (به انگلیسی: Discourse analysis) اصطلاحی کلی برای رویکردی است که زبان نوشتاری، گفتاری یا نشانه‌ای یا هر گونه پدیدهٔ نشانه‌شناختی را مورد تجزیه و تحلیل قرار می‌دهند. تحلیل گفتمان معمولاً یکی از زیرشاخه‌های علم زبان‌شناسی شناخته می‌شود. موضوع تحلیل گفتمان (نقل قول، متن نوشته شده، گفتار، رویدادهای ارتباطی) در قالب رشته‌های منسجمی از تعدادی جمله، گزاره، عبارت، گفتار و مناظره تعریف می‌شوند. اغلب زبان شناسان، جریان استفاده از زبان را به جمله محدود می‌کنند ولی در تحلیل گفتمان این گونه نیست، بلکه به جای مثال‌های ابداعی، استفاده طبیعی از زبان را بررسی می‌کنند. زبانشناسی تا حدودی به این حوزه نزدیک است با این تفاوت که در تحلیل گفتمان به جای ساختار متن در پی کشف ویژگی‌های اجتماعی-روان شناختی فرد / افراد هستیم. تحلیل گفتمان در زمینه‌های مختلف علوم انسانی و اجتماعی شامل زبان‌شناسی، علوم آموزشی، جامعه‌شناسی، انسان‌شناسی، مددکاری، روانشناسی شناختی، روانشناسی اجتماعی، مطالعات منطقه، مطالعات فرهنگی، روابط بین‌الملل، جغرافیای انسانی، مطالعات ارتباطی، مطالعات کتاب مقدس، و مطالعات ترجمه کاربرد دارد که هر کدام مفروضات، حوزه تحلیل و روش خود را دارند.

## کتابشناسی
- امیر رضایی‌پناه و سمیه شوکتی مقرب (۱۳۹۵) تحلیل گفتمان سیاسی، امر سیاسی به‌مثابهٔ یک برساختِ گفتمانی، ترجمهٔ مقالاتی از ارنستو لاکلا، شنتال موف، نورمن فرکلاف، روث وداک، ویوین بر، دیوید هوارث، ایزابلا فرکلاف، میشل پشو و دیگران، تهران: تیسا.
- آقاگل‌زاده، فردوس (۱۳۸۵)، تحلیل گفتمان انتقادی، تهران: شرکت انتشارات علمی و فرهنگی
- سلطانی، علی‌اصغر (۱۳۸۴)، قدرت، گفتمان و زبان: سازوکارهای جریان قدرت در جمهوری اسلامی ایران، تهران: نشر نی